# RLZ Handball Fürstenland
Das Regionale Leistungszentrum Handball Fürstenland (RLZ Handball Fürstenland) ist eine mittels Vereinbarung geregelte Zusammenarbeit im Juniorenbereich der Ostschweizer Handballvereine TSV Fortitudo Gossau, HC Flawil, HC Uzwil, TV Appenzell, KTV Wil und TV Herisau. Präsident ist Peter Streuli.

## Aufgaben
Ziel ist es in erster Linie, die größten Talente der sechs Stammvereine gemeinsam zu fördern. Das ausführende Organ ist der TSV Fortitudo Gossau.  
Die jährlich aus dem Pool sämtlicher Vereine selektionierten Spieler werden je nach Alter in die verschiedenen Leistungsgefässe eingeteilt. Das Training findet unter am Leistungssport orientierten Rahmenbedingungen statt. Die Spieler spielen in den höchsten Schweizer Juniorenligen des Schweizerischen Handball-Verbandes. So soll der Nachwuchs für das Nationalliga-Team von Fortitudo Gossau, aber auch für die Fanionteams der Stammvereine gewährleistet werden. 
Wenn ein Spieler am Ende der Juniorenzeit kein Potential für das Nationalliga-Team vorweist, wird er in den Stammverein zurückgeführt. Aufgrund der dadurch fehlenden Talente und Anzahl an Spielern in den verschiedenen Vereinsmannschaften wird aber auch im Breitensportbereich zusammengearbeitet. Wenn ein Verein zu wenig Spieler hat um eine Mannschaft zu stellen, werden innerhalb des RLZ Fürstenland Spielgemeinschaften gebildet, um die Tätigkeit des Vereins zu unterstützen.

## Geschichte
In der westlichen Ostschweiz gab es keine Möglichkeit für talentierte Handballer, an ihren Fähigkeiten auf entsprechendem Niveau mit den dafür nötigen Rahmenbedingungen zu arbeiten. Peter Streuli, ehemaliger Leiter „Nachwuchs“ bei Fortitudo Gossau und aktueller Athletenbetreuer, brachte die Präsidenten von TSV Fortitudo Gossau, HC Uzwil, HC Flawil, TV Herisau, KTV Wil und dem TV Appenzell zusammen, um über Förderungsmöglichkeiten für die talentiertesten Spieler zu diskutieren. Es entstand das RLZ Handball Fürstenland. Mit einer MU15-Elite begann der A-Lizenz-Trainer Gianni Keller die Arbeit im RLZ Handball Fürstenland. Als diese Spieler dann ins MU17-Alter kamen, wurde das Team durch den A-Lizenz-Trainer Raphael Kramer ergänzt. 
Jährlich konnten Aufstiege bis in die höchste Liga erreicht werden. Neben der Halle organisierte Streuli wichtige leistungssporttaugliche Rahmenbedingungen. Die Zusammenarbeit mit den Stammvereinen wurde intensiviert. Auf medizinischer Ebene wurde eine Zusammenarbeit zwischen Sportarzt und Physiotherapie erarbeitet. Spezialtrainer für die Torhüter und die Athletik wurden eingestellt. 
Mit diesen Strukturen wuchs die Juniorenabteilung weiter und nach vier Jahren wurde der Aufstieg der MU19 in die Interliga erreicht. Mit diesem Schritt wurde auch die letzte Bedingung für das Rookie-Label erfüllt. Die Anmeldung zur Saison 2018/19 wurde eingereicht und in erster Instanz bewilligt. Im ersten Jahr mit dem Leistungssportlabel gelang dann auch noch der letzte Eliteaufstieg. Somit spielt das RLZ Fürstenland auf allen Altersstufen in der höchsten Liga. In der Saison 2018/19 wurden die ersten drei RLZ-Junioren mit Verträgen für die Nationalligamannschaft (aktuell: Nationalliga B) ausgerüstet.

## Teams
Die Teams vom RLZ Fürstenland laufen unter der Flagge vom Leadverein TSV Fortitudo Gossau auf. Aktuell hat das RLZ Fürstenland auf jeder Stufe ein Team in der höchsten Altersklasse.
- MU19 Elite[2]
- MU17 Elite[3]
- MU15 Elite[4]
- MU13 RLZ[5]

### Nationalspieler
Einige RLZ-Spieler laufen aktuell (Stand 2019) für die Nationalteams vom Schweizer Handball-Verband auf:
MU17 Nationalteam:
- Jan Brülisauer (Kreisläufer, 2004, TV Appenzell)
- Cedric Pintarelli (Flügel Rechts, 2004, TSV Fortitudo Gossau)

MU19 Nationalteam:
- Lukas Osterwalder (Flügel Rechts, 2002, TSV Fortitudo Gossau)
- Andrin Schneider (Flügel Links, 2003, TSV Fortitudo Gossau)[6]

## Rookie-Label
Das Rookie-Label wird vom Schweizer Handballverband an Nachwuchsabteilungen verliehen, die ihre leistungssportorientierten Anforderungen erfüllen. Nebst der deutlich höheren Entschädigung von Swiss Olympic sowie Jugend+Sport, werden die Strukturen weiter verbessert. Da die sportlichen Ziele fast überall erfüllt sind, rückt die individuelle Ausbildung der Junioren in den Fokus. 
In wöchentlich zwei Teamtrainings, zwei Techniktrainings und zwei Athletiktrainings unter der Aufsicht eines mit Berufstrainerdiplom zertifizierten Trainers werden die Spieler gefördert und gefordert. Weiter steht ihnen ein Athletenbetreuer für Abklärungen mit Schule und Beruf sowie die entsprechende medizinische Betreuung zur Verfügung. Spieler, die die vom Swiss Olympic geforderten Umfänge erfüllen, werden mit der Regionalen Talent Card ausgezeichnet, die wiederum Vorteile in der Organisation des Alltags eines Leistungssportlers mit Beruf, Schule und Handball mit sich bringt.